# Pico Stopford
O Pico Stopford (63° 46′ S, 61° 38′ O) é o ponto mais elevado da Ilha Hoseason, no Arquipélago Palmer, medindo 495 metros de altura e estando localizado no lado leste da ilha. Ele foi mapeado superficialmente pela primeira vez por Henry Foster em 1829 em homenagem ao Almirante Sir Robert Stopford (1768–1847), comandante-em-chefe em Portsmouth de 1827 a 1830, quando o navio de Foster, o Chanticleer, se equipou para sua expedição naquele porto. O pico foi originalmente considerado um cabo, por se elevar abruptamente a partir de uma costa reta.